# 生姜牛乳プリン
生姜牛乳プリン（しょうがぎゅうにゅうプリン）は、牛乳または水牛乳のタンパク質を生姜の絞り汁に含まれる酵素で固めてつくる、熱いデザートの一種。広東語で、薑汁撞奶（キョンジャッゾンナーイ）もしくは薑撞牛奶（キョンゾンアウナーイ）という。

## 概要
広東省広州市番禺区沙湾鎮の名物。珠江デルタの奥に位置する沙湾は、清代に西村の王氏一族が水牛の畜産業を始め、近隣の順徳（現仏山市順徳区）と並ぶ水牛乳の産地として知られていた。伝承では、風邪をひいた沙湾の老婆が、生姜を煎じて飲むように言われたが、辛いのが嫌いで、砂糖を入れ、栄養のある水牛乳を使って煎じようとしたら固まったのが始まりと言われる。
現在は、広州市内や順徳周辺はもとより、香港、マカオなどの甘味処でも、ポピュラーなデザートの一つとなっている。
日本では日本テレビの『伊東家の食卓』で作り方を紹介されて、知られるようになった。
牛乳に含まれるタンパク質を、生姜の根に含まれるショウガプロテアーゼという酵素で一度分解してから、再度に結びつかせるというのがゲル化の原理とされる。このため、パパイヤ、キウイフルーツ、イチジクなどのプロテアーゼに富む果実でもある程度のゲル化をさせることは可能であるが、食味は生姜を使った場合ほど良くなく、ゲル化の条件を合わせるのも難しいと言われる。

## 作り方
生姜の絞り汁には、あらかじめ柑橘類の果汁か酢を生姜汁の一割ぐらい入れておくと固まりやすくなる。牛乳は（日本で紹介されているレシピには沸騰させてはいけないという記述が多いが）実際には沸騰するぐらいまでしっかり加熱しておくほうが固まりやすい。また、低脂肪乳や脱脂乳でも構わないが、乳脂肪を含む牛乳のほうが滑らかな食感になる。凝固時の牛乳の温度は65度ぐらいがベストで、高すぎても低すぎても固まらなくなる。
温度に注意してもうまく固まらないときは、生姜に問題がある。
日本の生姜は、酵素の成分や含有量が違うらしく、固まりが悪かったり、まったく固まらないこともある。中国産のものを使用する方が確実に固められる。また、同じ生姜でも、掘ってから時間が経つと酵素が減り、ゲル化作用が落ちてゆく。
牛乳の成分は、できあがりの硬さに大きく影響を与える。香港でも、専門店ではわざわざ中国本土から水牛乳を取り寄せて作っている。水牛乳の方が牛乳よりもタンパク質を多く含むので、しっかりと固まるためだという。
なお、広州、香港などでは湯を注げば食べられる粉末のインスタント食品も売られているが、酵素ではなくゲル化剤で凝固させるものとなっている。